# Robot (North of Loreto, Mecna e Gaia)
Robot è un singolo del disc jockey italiano North of Loreto, del rapper italiano Mecna e della cantautrice italiana Gaia, pubblicato il 16 giugno 2023. 

## Descrizione
Il brano vede per la prima volta la collaborazione dei tre artisti, sia a livello vocale che di scrittura del brano. North of Loreto ha inoltre prodotto il brano.

## Accoglienza
Newsic.it assegna al brano un punteggio fi 6,9 su 10, affermando che Mecna e Gaia «si adagiano alla perfezione al ritmo della italo-disco forgiata da North of Loreto» definendolo un viaggio musicale negli anni Ottanta.
Fabio Fiume di All Music Italia assegna al brano un punteggio di 6 su 10, scrivendo che risulti «molto piacevole nelle strofe ma che manca di un inciso importante», trovandolo comunque un pezzo «tirato e costruito bene». Fiume tuttavia riscontra che se la vocalità di Mecna «sia adattissima a questo tipo di arrangiamento», quella di Gaia sia «troppo calda e pastosa per essere centrata fra queste sonorità algide» e che sarebbe stato meglio aver «lavorato un po’ di più sugli incisi, impreziosendoli».

## Video musicale
Il video, diretto da Nicolò Bassetto, è stato pubblicato il 28 giugno 2023 sul canale YouTube del disc jockey.

## Tracce
Testi di Gaia Gozzi e Corrado Grill, musiche di Davide Bassi.
1. Robot – 3:00